# عادل فدعق
عادل فدعق (مواليد 12 سبتمبر 1992) لاعب كرة قدم إماراتي يجيد اللعب كحارس مرمى يلعب حالياً في نادي دبا الحصن.

## مسيرة اللاعب
لعب سابقاً لنادي الوحدة في الفئات السنية و لعب بعدها مع نادي بني ياس ونادي الجزيرة ونادي النصر ونادي حتا ونادي شباب الأهلي ونادي دبا الحصن.

## روابط خارجية
- عادل فدعق على موقع Soccerway.com (الإنجليزية)